# Rennae Stubbsová
Rennae Stubbsová (* 26. března 1971 v Sydney, Austrálie) je televizní komentátorka a analytička tenisu australských televizních stanic kanálu Seven Network, bývalá australská tenistka specializující se především na čtyřhru. Během své kariéry získala 59 titulů WTA ve čtyřhře. Od srpna roku 2018 do jara 2019 byla trenérkou Karolíny Plíškové.

## Finále na Grand Slamu

### Ženská čtyřhra: 7 (4–3)
| Stav       | rok  | turnaj          | povrch | spoluhráčka        | soupeřky ve finále                          | výsledek      |
| ---------- | ---- | --------------- | ------ | ------------------ | ------------------------------------------- | ------------- |
| Finalistka | 1995 | US Open         | tvrdý  | Brenda Schultzová  | Gigi Fernándezová Nataša Zverevová          | 5–7, 3–6      |
| Vítězka    | 2000 | Australian Open | tvrdý  | Lisa Raymondová    | Martina Hingisová Mary Pierceová            | 6–4, 5–7, 6–4 |
| Vítězka    | 2001 | Wimbledon       | tráva  | Lisa Raymondová    | Kim Clijstersová Ai Sugijamová              | 6–4, 6–3      |
| Vítězka    | 2001 | US Open         | tvrdý  | Lisa Raymondová    | Kimberly Poová Nathalie Tauziatová          | 6–2, 5–7, 7–5 |
| Finalistka | 2002 | French Open     | antuka | Lisa Raymondová    | Virginia Ruanová Pascualová Paola Suárezová | 4–6, 2–6      |
| Vítězka    | 2004 | Wimbledon (2)   | tráva  | Cara Blacková      | Liezel Huberová Ai Sugijamová               | 6–3, 7–6(7–5) |
| Finalistka | 2009 | Wimbledon       | tráva  | Samantha Stosurová | Serena Williamsová Venus Williamsová        | 6–7(4–7), 6–4 |

### Smíšená čtyřhra: 3 (2–1)
| Stav       | rok  | turnaj          | povrch | spoluhráč       | soupeři ve finále                  | výsledek         |
| ---------- | ---- | --------------- | ------ | --------------- | ---------------------------------- | ---------------- |
| Vítězka    | 2000 | Australian Open | tvrdý  | Jared Palmer    | Arantxa Sánchezová Todd Woodbridge | 7–5, 7–6(7–3)    |
| Finalistka | 2000 | French Open     | antuka | Todd Woodbridge | Mariaan de Swardtová David Adams   | 3–6, 6–3, 3–6    |
| Vítězka    | 2001 | US Open         | tvrdý  | Todd Woodbridge | Lisa Raymondová Leander Paes       | 6–4, 5–7, [11–9] |

## Finálové účasti na turnajích WTA (100)

### Čtyřhra - výhry (59)
| Legenda                     |
| Grand Slam (4)              |
| WTA Championships (1)       |
| Kategorie Tier I (19)       |
| Kategorie Tier II (26)      |
| Kategorie Tier III (8)      |
| Kategorie Tier IV (1)       |
| Kategorie Premier (0)       |
| Kategorie International (0) |

| Č.  | Datum             | Turnaj                          | Povrch  | Partnerka          | Soupeřky ve finále                            | Výsledek         |
| 1.  | 9. únor 1992      | Ósaka, Japonsko                 | koberec | Helena Suková      | Rachel Mcquillanová Sandy Collinsová          | 3-6, 6-4, 7-5    |
| 2.  | 3. květen 1992    | Hamburk, Německo                | antuka  | Steffi Grafová     | Arantxa S. Vicariová Manon Bollegrafová       | 4-6, 6-3, 6-4    |
| 3.  | 14. červen 1992   | Birmingham, Velká Británie      | tráva   | Lori McNeilová     | Elna Reinachová Sandy Collinsová              | 5-7, 6-3, 8-6    |
| 4.  | 23. srpen 1992    | Toronto, Kanada                 | tvrdý   | Lori McNeilová     | Nataša Zverevová Gigi Fernandezová            | 3-6, 7-5, 7-5    |
| 5.  | 28. únor 1993     | Indian Wells, USA               | tvrdý   | Helena Suková      | Patricia Hy-Boulaisová Ann Wunderlichová      | 6-3, 6-4         |
| 6.  | 2. květen 1993    | Hamburk, Německo                | antuka  | Steffi Grafová     | Larisa Neilandová Jana Novotná                | 6-4, 7-65        |
| 7.  | 13. únor 1994     | Ósaka, Japonsko                 | koberec | Larisa Neilandová  | Elizabeth Smylieová Pam Shriverová            | 6-4, 6-72, 7-5   |
| 8.  | 22. květen 1994   | Štrasburk, Francie              | antuka  | Lori Mcneilová     | Caroline Visová Patricia Tarabiniová          | 6-3, 3-6, 6-2    |
| 9.  | 18. červen 1995   | Birmingham, Velká Británie      | tráva   | Manon Bollegrafová | Kristine Kunceová Nicole Bradtkeová           | 3-6, 6-4, 6-4    |
| 10. | 3. listopad 1996  | Chicago, USA                    | koberec | Lisa Raymondová    | Nana Smithová Angela Lettiereová              | 6-1, 6-1         |
| 11. | 17. listopad 1996 | Philadelphia, USA               | koberec | Lisa Raymondová    | Lori McNeilová Nicole Arendtová               | 6-4, 3-6, 6-3    |
| 12. | 26. říjen 1997    | Quebec, Kanada                  | tvrdý   | Lisa Raymondová    | Nathalie Tauziatová Alexandra Fusaiová        | 6-4, 5-7, 7-5    |
| 13. | 16. listopad 1997 | Philadelphia, USA               | koberec | Lisa Raymondová    | Jana Novotná Lindsay Davenportová             | 6-3, 7-5         |
| 14. | 22. únor 1998     | Hannover, Německo               | koberec | Lisa Raymondová    | Caroline Visová Jelena Lichovcevová           | 6-1, 6-74, 6-3   |
| 15. | 16. srpen 1998    | Boston, USA                     | tvrdý   | Lisa Raymondová    | Mary Joe Fernándezová Mariaan de Swardtová    | 6-4, 6-4         |
| 16. | 28. únor 1999     | Oklahoma City, USA              | tvrdý   | Lisa Raymondová    | Jessica Stecková Amanda Coetzerová            | 6-3, 6-4         |
| 17. | 29. srpen 1999    | New Haven, USA                  | tvrdý   | Lisa Raymondová    | Jana Novotná Jelena Lichovcevová              | 7-61, 6-2        |
| 18. | 17. říjen 1999    | Curych, Švýcarsko               | tvrdý   | Lisa Raymondová    | Nataša Zverevová Nathalie Tauziatová          | 6-2, 6-2         |
| 19. | 24. říjen 1999    | Moskva, Rusko                   | koberec | Lisa Raymondová    | Anke Huberová Julie Halardová                 | 6-1, 6-0         |
| 20. | 14. listopad 1999 | Philadelphia, USA               | koberec | Lisa Raymondová    | Sandrine Testudová Chanda Rubinová            | 6-1, 7-62        |
| 21. | 30. leden 2000    | Australian Open, Austrálie      | tvrdý   | Lisa Raymondová    | Mary Pierceová Martina Hingisová              | 6-4, 5-7, 6-4    |
| 22. | 21. květen 2000   | Řím, Itálie                     | antuka  | Lisa Raymondová    | Magui Sernová Arantxa S. Vicariová            | 6-3, 4-6, 6-2    |
| 23. | 28. květen 2000   | Madrid, Španělsko               | antuka  | Lisa Raymondová    | María Sanchezová Gala Leonová                 | 6-1, 6-3         |
| 24. | 6. srpen 2000     | San Diego, USA                  | tvrdý   | Lisa Raymondová    | Anna Kurnikovová Lindsay Davenportová         | 4-6, 6-3, 7-66   |
| 25. | 4. únor 2001      | Tokio, Japonsko                 | koberec | Lisa Raymondová    | Iroda Tuliaganovová Anna Kurnikovová          | 7-65, 2-6, 7-66  |
| 26. | 4. březen 2001    | Scottsdale, USA                 | tvrdý   | Lisa Raymondová    | Meghann Shaughnessyová Kim Clijstersová       | w/o              |
| 27. | 22. duben 2001    | Charleston, USA                 | antuka  | Lisa Raymondová    | Paola Suárezová Virginia R. Pascualová        | 5-7, 7-65, 6-3   |
| 28. | 23. červen 2001   | Eastbourne, Velká Británie      | tráva   | Lisa Raymondová    | Jelena Lichovcevová Cara Blacková             | 6-2, 6-2         |
| 29. | 8. červenec 2001  | Wimbledon, Velká Británie       | tráva   | Lisa Raymondová    | Ai Sugijamaová Kim Clijstersová               | 6-4, 6-3         |
| 30. | 9. září 2001      | US Open, USA                    | tvrdý   | Lisa Raymondová    | Nathalie Tauziatová Kimberly Poová            | 6-2, 5-7, 7-5    |
| 31. | 4. listopad 2001  | WTA Tour Championships, Německo | tvrdý   | Lisa Raymondová    | Jelena Lichovcevová Cara Blacková             | 7-5, 3-6, 6-3    |
| 32. | 13. leden 2002    | Sydney, Austrálie               | tvrdý   | Lisa Raymondová    | Anna Kurnikovová Martina Hingisová            | w/o              |
| 33. | 3. únor 2002      | Tokio, Japonsko                 | koberec | Lisa Raymondová    | Roberta Vinciová Els Callensová               | 6-1, 6-1         |
| 34. | 3. březen 2002    | Scottsdale, USA                 | tvrdý   | Lisa Raymondová    | Jelena Lichovcevová Cara Blacková             | 6-3, 5-7, 7-64   |
| 35. | 16. březen 2002   | Indian Wells, USA               | tvrdý   | Lisa Raymondová    | Janette Husárová Jelena Dementěvová           | 7-5, 6-0         |
| 36. | 1. duben 2002     | Miami, USA                      | tvrdý   | Lisa Raymondová    | Paola Suárezová Virginia R. Pascualová        | 7-64, 6-74, 6-3  |
| 37. | 21. duben 2002    | Charleston, USA                 | antuka  | Lisa Raymondová    | Caroline Visová Alexandra Fusaiová            | 6-4, 3-6, 7-64   |
| 38. | 22. červen 2002   | Eastbourne, Velká Británie      | tráva   | Lisa Raymondová    | Jelena Lichovcevová Cara Blacková             | 6-75, 7-66, 6-2  |
| 39. | 28. červenec 2002 | Stanford, USA                   | tvrdý   | Lisa Raymondová    | Conchita Martínezová Janette Husárová         | 6-1, 6-1         |
| 40. | 2. únor 2003      | Tokio, Japonsko                 | koberec | Jelena Bovinová    | Lisa Raymondová Lindsay Davenportová          | 6-3, 6-4         |
| 41. | 10. srpen 2003    | Los Angeles, USA                | tvrdý   | Mary Pierceová     | Els Callensová Jelena Bovinová                | 6-3, 6-3         |
| 42. | 12. říjen 2003    | Filderstadt, Německo            | tvrdý   | Lisa Raymondová    | Martina Navrátilová Cara Blacková             | 6-2, 6-4         |
| 43. | 17. leden 2004    | Sydney, Austrálie               | tvrdý   | Cara Blacková      | Meghann Shaughnessyová Dinara Safinová        | 7-5, 3-6, 6-4    |
| 44. | 8. únor 2004      | Tokio, Japonsko                 | koberec | Cara Blacková      | Magdalena Malejevová Jelena Lichovcevová      | 6-0, 6-1         |
| 45. | 4. červenec 2004  | Wimbledon, Velká Británie       | tráva   | Cara Blacková      | Ai Sugijamaová Liezel Huberová                | 6-3, 7-65        |
| 46. | 1. srpen 2004     | San Diego, USA                  | tvrdý   | Cara Blacková      | Paola Suárezová Virginia R. Pascualová        | 6-4, 1-6, 6-4    |
| 47. | 10. říjen 2004    | Filderstadt, Německo            | tvrdý   | Cara Blacková      | Julia Schruffová Anna-Lena Grönefeldová       | 6-3, 6-2         |
| 48. | 24. říjen 2004    | Curych, Švýcarsko               | tvrdý   | Cara Blacková      | Paola Suárezová Virginia R. Pascualová        | 6-4, 6-4         |
| 49. | 18. červen 2005   | Eastbourne, Velká Británie      | tráva   | Lisa Raymondová    | Věra Zvonarevová Jelena Lichovcevová          | 6-3, 7-5         |
| 50. | 31. červenec 2005 | Stanford, USA                   | tvrdý   | Cara Blacková      | Věra Zvonarevová Jelena Lichovcevová          | 6-3, 7-5         |
| 51. | 23. říjen 2005    | Curych, Švýcarsko               | tvrdý   | Cara Blacková      | Ai Sugijamaová Daniela Hantuchová             | 6-76, 7-64, 6-3  |
| 52. | 6. listopad 2005  | Philadelphia, USA               | tvrdý   | Cara Blacková      | Samantha Stosurová Lisa Raymondová            | 6-4, 7-64        |
| 53. | 13. leden 2006    | Sydney, Austrálie               | tvrdý   | Corina Morariuová  | Paola Suárezová Virginia R. Pascualová        | 6-3, 5-7, 6-2    |
| 54. | 6. srpen 2006     | San Diego, USA                  | tvrdý   | Cara Blacková      | Meghann Shaughnessyová Anna-Lena Grönefeldová | 6-2, 6-2         |
| 55. | 22. říjen 2006    | Curych, Švýcarsko               | tvrdý   | Cara Blacková      | Katarina Srebotniková Liezel Huberová         | 7-5, 7-5         |
| 56. | 12. srpen 2007    | Los Angeles, USA                | tvrdý   | Květa Peschkeová   | Mara Santangelová Alicia Moliková             | 6-0, 6-1         |
| 57. | 7. říjen 2007     | Stuttgart, Německo              | tvrdý   | Květa Peschkeová   | Čan Jung-žan Dinara Safinová                  | 6-75, 7-64, 10-2 |
| 58. | 21. říjen 2007    | Curych, Švýcarsko               | tvrdý   | Květa Peschkeová   | Lisa Raymondová Francesca Schiavoneová        | 7-5, 7-61        |
| 59. | 24. únor 2008     | Dauhá, Katar                    | tvrdý   | Květa Peschkeová   | Cara Blacková Liezel Huberová                 | 6-1, 5-7, 10-7   |

### Čtyřhra - prohry (41)
| Legenda                     |
| Grand Slam (3)              |
| WTA Championships (4)       |
| Kategorie Tier I (9)        |
| Kategorie Tier II (15)      |
| Kategorie Tier III (6)      |
| Kategorie Tier IV (1)       |
| Kategorie Premier 5 (1)     |
| Kategorie Premier (1)       |
| Kategorie International (0) |

| Č.  | Datum             | Turnaj                              | Povrch  | Partnerka            | Vítězky                                   | Výsledek       |
| 1.  | 17. leden 1993    | Sydney, Austrálie                   | tvrdý   | Lori McNeilová       | Elizabeth Smylieová Pam Shriverová        | 7-64, 6-2      |
| 2.  | 7. únor 1993      | Tokio, Japonsko                     | koberec | Lori McNeilová       | Helena Suková Martina Navrátilová         | 6-4, 6-3       |
| 3.  | 1. srpen 1993     | San Juan, Portoriko                 | tvrdý   | Gigi Fernandezová    | Ann Wunderlichová Debbie Grahamová        | 5-7, 7-5, 7-5  |
| 4.  | 5. únor 1995      | Tokio, Japonsko                     | koberec | Lindsay Davenportová | Nataša Zverevová Gigi Fernandezová        | 6-0, 6-3       |
| 5.  | 19. únor 1995     | Paříž, Francie                      | koberec | Manon Bollegrafová   | Larisa Neilandová Meredith McGrathová     | 6-4, 6-1       |
| 6.  | 28. květen 1995   | Edinburgh, V. Británie              | antuka  | Manon Bollegrafová   | Larisa Neilandová Meredith McGrathová     | 6-2, 7-62      |
| 7.  | 10. září 1995     | US Open, USA                        | tvrdý   | Brenda Schultzová    | Nataša Zverevová Gigi Fernandezová        | 7-5, 6-3       |
| 8.  | 5. listopad 1995  | Quebec, Kanada                      | tvrdý   | Lisa Raymondová      | Manon Bollegrafová Nicole Arendtová       | 7-66, 4-6, 6-2 |
| 9.  | 3. březen 1996    | Linz, Rakousko                      | koberec | Helena Suková        | Meredith McGrathová Manon Bollegrafová    | 6-4, 6-4       |
| 10. | 5. duben 1998     | Hilton Head, USA                    | antuka  | Lisa Raymondová      | Patricia Tarabiniová Conchita Martínezová | 3-6, 6-4, 6-4  |
| 11. | 14. červen 1998   | Birmingham, Velká Británie          | tráva   | Lisa Raymondová      | Julie Halardová-Decugisová Els Callensová | 2-6, 6-4, 6-4  |
| 12. | 25. říjen 1998    | Moskva, Rusko                       | koberec | Lisa Raymondová      | Nataša Zverevová Mary Pierceová           | 6-3, 6-4       |
| 13. | 11. duben 1999    | Amelia Island, USA                  | antuka  | Lisa Raymondová      | Patricia Tarabiniová Conchita Martínezová | 7-5, 0-6, 6-4  |
| 14. | 15. srpen 1999    | Los Angeles, USA                    | tvrdý   | Lisa Raymondová      | Larisa Neilandová Arantxa S. Vicariová    | 6-2, 6-75, 6-0 |
| 15. | 25. červen 2000   | Eastbourne, Velká Británie          | tráva   | Lisa Raymondová      | Nathalie Tauziatová Ai Sugijamaová        | 2-6, 6-3, 7-63 |
| 16. | 12. listopad 2000 | Philadelphia, USA                   | koberec | Lisa Raymondová      | Anna Kurnikovová Martina Hingisová        | 6-2, 7-5       |
| 17. | 14. leden 2001    | Sydney, Austrálie                   | tvrdý   | Lisa Raymondová      | Barbara Schettová Anna Kurnikovová        | 6-2, 7-5       |
| 18. | 1. duben 2001     | Miami, USA                          | tvrdý   | Lisa Raymondová      | Nathalie Tauziatová Arantxa S. Vicariová  | 6-0, 6-4       |
| 19. | 26. květen 2001   | Madrid, Španělsko                   | antuka  | Lisa Raymondová      | Paola Suárezová Virginia R. Pascualová    | 7-5, 2-6, 7-64 |
| 20. | 9. červen 2002    | French Open, Francie                | antuka  | Lisa Raymondová      | Paola Suárezová Virginia R. Pascualová    | 6-4, 6-2       |
| 21. | 12. leden 2003    | Sydney, Austrálie                   | tvrdý   | Conchita Martínezová | Ai Sugijamaová Kim Clijstersová           | 6-3, 6-3       |
| 22. | 2. listopad 2003  | Philadelphia, USA                   | tvrdý   | Cara Blacková        | Lisa Raymondová Martina Navrátilová       | 6-3, 6-4       |
| 23. | 22. květen 2004   | Vídeň, Rakousko                     | antuka  | Cara Blacková        | Lisa Raymondová Martina Navrátilová       | 6-2, 7-5       |
| 24. | 15. listopad 2004 | WTA Tour Championships, Los Angeles | tvrdý   | Cara Blacková        | Meghann Shaughnessyová Naďa Petrovová     | 7-5, 6-2       |
| 25. | 2. duben 2005     | Miami, USA                          | tvrdý   | Lisa Raymondová      | Alicia Moliková Světlana Kuzněcovová      | 7-5, 6-75, 6-2 |
| 26. | 2. říjen 2005     | Lucemburk, Lucembursko              | tvrdý   | Cara Blacková        | Samantha Stosurová Lisa Raymondová        | 7-5, 6-1       |
| 27. | 16. říjen 2005    | Moskva, Rusko                       | koberec | Cara Blacková        | Samantha Stosurová Lisa Raymondová        | 6-2, 6-4       |
| 28. | 13. listopad 2005 | WTA Tour Championships, Los Angeles | tvrdý   | Cara Blacková        | Samantha Stosurová Lisa Raymondová        | 6-75, 7-5, 6-4 |
| 29. | 7. leden 2006     | Gold Coast, Austrálie               | tvrdý   | Cara Blacková        | Meghann Shaughnessyová Dinara Safinová    | 6-2, 6-3       |
| 30. | 5. únor 2006      | Tokio, Japonsko                     | koberec | Cara Blacková        | Samantha Stosurová Lisa Raymondová        | 6-2, 6-1       |
| 31. | 12. únor 2006     | Paříž, Francie                      | koberec | Cara Blacková        | Květa Peschkeová Emilie Loitová           | 7-65, 6-4      |
| 32. | 8. říjen 2006     | Stuttgart, Německo                  | tvrdý   | Cara Blacková        | Samantha Stosurová Lisa Raymondová        | 6-3, 6-4       |
| 33. | 12. listopad 2006 | WTA Tour Championships, Madrid      | tvrdý   | Cara Blacková        | Samantha Stosurová Lisa Raymondová        | 3-6, 6-3, 6-3  |
| 34. | 4. únor 2007      | Tokio, Japonsko                     | koberec | Vania Kingová        | Samantha Stosurová Lisa Raymondová        | 7-66, 3-6, 7-5 |
| 35. | 22. červen 2007   | Eastbourne, Velká Británie          | tráva   | Květa Peschkeová     | Lisa Raymondová Samantha Stosurová        | 6-75, 6-4, 6-3 |
| 36. | 21. červen 2008   | Eastbourne, Velká Británie          | tráva   | Květa Peschkeová     | Cara Blacková Liezel Huberová             | 2-6, 6-0, 10-8 |
| 37. | 21. červen 2008   | Stuttgart, Německo                  | tvrdý   | Květa Peschkeová     | Anna-Lena Grönefeldová Patty Schnyderová  | 6-2, 6-4       |
| 38. | 9. listopad 2008  | WTA Tour Championships, Dauhá       | tvrdý   | Květa Peschkeová     | Cara Blacková Liezel Huberová             | 6-1, 7-5       |
| 39. | 20. červen 2009   | Eastbourne, Velká Británie          | tráva   | Samantha Stosurová   | Akgul Amanmuradovová Ai Sugijamaová       | 6-4, 6-3       |
| 40. | 4. červenec 2009  | Wimbledon, Velká Británie           | tráva   | Samantha Stosurová   | Serena Williamsová Venus Williamsová      | 7-64, 6-4      |
| 41. | 23. srpen 2009    | Toronto, Kanada                     | tvrdý   | Samantha Stosurová   | Nuria L. Vivesová María J. M. Sánchezová  | 2-6, 7-5, 11-9 |

## Fed Cup
Rennae Stubbsová se zúčastnila 39 zápasů týmového Fed Cupu za tým Austrálie s bilancí 0-3 ve dvouhře a 27-9 ve čtyřhře.

## Postavení na žebříčku WTA na konci sezóny

### Dvouhra
| Rok    | 1988 | 1989   | 1990   | 1991   | 1992  | 1993   | 1994   | 1995  | 1996   | 1997   | 1998   | 1999   | 2000   |
| Pořadí | 352. | ▲ 225. | ▼ 232. | ▼ 239. | ▲ 85. | ▼ 170. | ▼ 213. | ▲ 90. | ▼ 106. | ▼ 419. | ▲ 231. | ▼ 254. | ▼ 683. |

### Čtyřhra
| Rok    | 2001 | 2002 | 2003  | 2004 | 2005 | 2006 | 2007  | 2008 | 2009 |
| Pořadí | 2.   | ▼ 4. | ▼ 10. | ▲ 4. | ▼ 5. | ▼ 6. | ▼ 10. | ▲ 9. | ▲ 7. |